# 横浜国立大学理工学部
横浜国立大学理工学部（よこはまこくりつだいがくりこうがくぶ、英称：College of Engineering Science）は、横浜国立大学に設置される学部の一つである。
また、大学に設置される研究科以外の大学院組織として、学生が所属する教育組織の「学府（Graduate School）」に理工学府（Graduate School of Engineering Science）及び環境情報学府（Graduate School of Environment and Information Sciences）が、教員が所属する研究組織の「研究院（Faculty）」に工学研究院（Faculty of Engineering）及び環境情報研究院（Faculty of Environment and Information Sciences）がある。

## 概要

### 理工学部
横浜国立大学理工学部は、横浜高等工業学校を前身とし、1949年の横浜国立大学発足時に工学部として設立された学部である。2011年に工学部が理工学部に改組された。

### 大学院理工学府・工学研究院・環境情報学府・環境情報研究院
横浜国立大学大学院理工学府及び大学院工学研究院、大学院環境情報学府、大学院環境情報研究院は、1963年に大学院工学研究科として設置された組織である。
新制大学発足当時は、旧制大学から移行した大学にのみ大学院の設置が認められるなど差別的取り扱いがなされ、冨山保学長が抗議の辞職をするなどしたが、神戸大学工学部や、広島大学工学部と連携して文部省等への働きかけを続け、1963年には大学院工学研究科修士課程の設立が認められた。
2001年に学生が所属する工学府・環境情報学府と教員が所属する工学研究院・環境情報研究院に改組された。工学府はその後、2018年に理工学府に改組された。

## 沿革
- 1920年 - 横浜高等工業学校を設立[1]。
- 1944年 - 横浜工業専門学校と改称[1]。
- 1949年 - 横浜国立大学工学部が発足[1]。
- 1963年 - 大学院工学研究科を設置[1]。
- 2001年 - 大学院工学研究科を改組し、大学院工学府及び大学院工学研究院、大学院環境情報学府、大学院環境情報研究院を設置[1]。
- 2011年 - 工学部を理工学部に改組[1]。
- 2017年 - 建設学科が都市科学部へ分離改組。
- 2018年 - 大学院工学府を大学院理工学府に改組[2]。

## 学科
- 入学定員659名[4]
  - 機械工学・材料・海洋系学科[4]
    - 機械工学教育プログラム
    - 材料工学教育プログラム
    - 海洋空間のシステムデザイン教育プログラム

  - 化学・生命系学科[4]
    - 化学教育プログラム
    - 化学応用教育プログラム
    - バイオ教育プログラム

  - 数物・電子情報系学科[4]
    - 物理工学教育プログラム
    - 電子情報システム教育プログラム
    - 情報工学教育プログラム

## 著名な出身者

### 政治
- 馬淵澄夫 - 元国土交通大臣兼沖縄及び北方対策担当大臣、元内閣総理大臣補佐官
- 後藤正夫 - 元法務大臣、元行政管理庁統計基準局長
- 鈴木一弘 - 元参議院議員、元創価学会副理事長
- 牛田寛 - 元参議院議員、元創価学会理事

### 行政、司法
- 斎藤英明 - 国際海事機関海洋環境保護委員会議長（アジア人初）、国土交通省参与、元OECDエコノミスト
- 工藤圭章 - 元文化庁文化財鑑査官、元沼津工業高等専門学校校長、元吉野ヶ里遺跡復原整備委員長
- 戸田邦司 - 元運輸省海上技術安全局長、元参議院議員、元造船業基盤整備事業協会理事長
- 坂下広朗 - 元国土交通省技術総括審議官、元国土交通省海事局長、日本海事協会会長
- 杉浦淳 - 元特許庁審判長、大阪工業大学教授
- 小林一美 - 横浜市副市長、海洋都市横浜うみ協議会会長
- 宍戸充 - 元知的財産高等裁判所判事、元東京地方検察庁検事、西村あさひ法律事務所顧問

### 経済
- 朝倉昭 - 品川無線創業者
- 浅見正男 - 荏原製作所代表執行役社長兼CEO兼COO
- 安達一彦 - インテリジェント ウェイブ創業者・元社長、元日本パーソナルコンピュータソフトウェア協会副会長
- 荒牧寅雄 - 元いすゞ自動車社長、元自動車技術会会長、元日本兵器工業会会長
- 伊香賀正彦 - 元デロイト トーマツ コンサルティング社長、元トーマツコンサルティングホールディングス社長
- 植木義明 - 植木組社長
- 長田邦裕 - 元センチュリー21・ジャパン社長、元伊藤忠アーバンコミュニティ社長
- 大和田国男 - 元不二越社長、元日本プラントメンテナンス協会会長
- 小野義昭 - 信越ポリマー会長・元社長
- 加藤勝久 - 元旭硝子CTO
- 亀井俊郎 - 元川崎重工業社長、元日本造船工業会会長
- 苅谷道郎 - 元ニコン社長兼CEO兼COO
- 加留部淳 - 元豊田通商社長、元日本貿易会副会長、中部経済同友会代表幹事
- 蔵原成実 - 元ジャパン マリンユナイテッド会長、元アイ・エイチ・アイ マリンユナイテッド社長
- 桜井眞一郎 - 元オーテックジャパン社長、日本自動車殿堂入り
- 佐藤順一 - 元IHI検査計測社長、元日本機械学会会長、元日本工学会会長
- 佐藤登 - 元サムスンSDIヴァイス・プレジデント、元秋田県教育視学監
- 佐野川谷安太郎 - 元佐野安船渠社長、元日本船舶社長
- 塩田元規 - アカツキ共同創業者・元CEO
- 髙橋誠 - KDDI社長、電気通信事業者協会会長、映画プロデューサー
- 千鳥義典 - 元日本設計社長、建築家
- 辻慎吾 - 森ビル社長、不動産協会副理事長、藍綬褒章
- 坪井俊輔 - うちゅう創業者・CEO、Sagri創業者・社長、日本アントレプレナー大賞
- 富田直人 - イノベーション創業者・社長
- 中川赳 - 元明治製菓社長、元日本チョコレート・ココア協会会長
- 中村雅哉 - バンダイナムコエンターテインメント創業者、元日本アミューズメントマシン協会会長、元日本イベント産業振興協会会長
- 永松治夫 - 東洋エンジニアリング社長、エンジニアリング協会理事長
- 新美俊生 - 大豊工業社長、元トヨタモーターノースアメリカ副社長
- 錦織弘信 - 東芝テック社長、元東芝デジタルソリューションズ社長
- 西田通弘 - 元本田技研工業副社長、日本自動車殿堂入り、藍綬褒章
- 橋本眞幸 - SUMCO会長兼CEO兼議長、元三菱マテリアル副社長
- 蛭田史郎 - 元旭化成社長、元オリンパス取締役会議長、元石油化学工業協会会長、元日韓経済協会副会長
- 平野正雄 - 元マッキンゼー・アンド・カンパニー日本支社長、元カーライル・グループ日本共同代表、早稲田大学教授
- 増田尚宏 - 日本原燃社長、元東京電力ホールディングス副社長
- 武藤潤 - 元東燃ゼネラル石油（現JXTGエネルギー）社長、元石油学会会長
- 村田和雄 - 元ユアサコーポレーション代表取締役、ヨットマン、電気化学協会棚橋賞
- 矢板玄 - 亜細亜産業創業者・元社長、元下野銀行頭取、元三菱化成顧問
- 山川義介 - ALBERT創業者・元会長、インタースコープ創業者・元社長、元電気通信大学客員教授
- 山口博 - 元東京電力ホールディングス副社長・技監、元電気学会会長、関東電気保安協会理事長
- 吉村寛範 - 元三菱アルミニウム社長、元超硬工具協会理事長、全国発明表彰発明賞
- 米山高範 - 元コニカ（現コニカミノルタ）社長、元日本科学技術連盟理事長、デミング賞本賞

### 研究
- 相澤益男 - 生命工学、第17代東京工業大学学長、第21代国立大学協会会長、紫綬褒章、日本化学会賞
- 相田卓三 - 化学、東京大学教授、日本学士院賞、紫綬褒章、フンボルト賞、日本IBM科学賞
- 有信睦弘 - 流体工学、元東京大学副学長、叡啓大学学長、元日本機械学会会長
- 伊豆川浅吉 - 水産学、歴史学、東京水産大学教授
- 伊藤龍男 - 電磁波工学、元UCLA教授、元テキサス大学オースティン校教授
- 宇高義郎 - 機械工学、横浜国立大学名誉教授、天津大学教授、元日本伝熱学会会長
- 遠藤剛 - 化学、東京工業大学名誉教授、元山形大学副学長、元近畿大学副学長、元高分子学会会長
- 岡西靖 - 工学、横浜国立大学大学院環境情報研究院産学連携研究員
- 上ノ山周 - 化学工学者、横浜国立大学名誉教授、日本海水学会会長
- 鴨志田晃 - 経営学、横浜市立大学教授
- 川崎昭如 - 土木工学、東京大学教授
- 神田博司 - 民法、中央大学名誉教授
- 岸道郎 - 海洋物理学、元北海道大学教授、日本海洋学会賞
- 工藤圭章 - 建築史学、別府大学文学部文化財学科教授、沼津工業高等専門学校校長、佐賀県吉野ヶ里遺跡復原整備委員会委員長
- 久保田尚 - 交通工学、埼玉大学教授、日本都市計画学会会長
- 河野隆二 - 通信工学、横浜国立大学教授
- 坂本昇一 - 教育学、千葉大学名誉教授
- 佐々木栄一 - 構造工学、東京工業大学教授
- 佐藤一雄 - 機械工学、名古屋大学名誉教授、元精密工学会副会長
- 島野智之 - 土壌動物学、法政大学教授、日本土壌動物学会賞
- 鈴森康一 - ロボット工学、東京工業大学教授、元日本機械学会機素潤滑設計部門長
- 関口欣也 - 建築史、横浜国立大学名誉教授、日本建築学会賞
- 関根和喜 - 材料工学、横浜国立大学名誉教授、元日本高圧力技術協会会長、元日本非破壊検査協会副会長
- 田中淡 - 建築史、京都大学名誉教授、北川桃雄基金賞、濱田青陵賞
- 田中虔一 - 触媒化学、東京大学名誉教授
- 田浪和生 - 知的財産、大阪工業大学名誉教授
- 高橋渉 - 数学、東京工業大学名誉教授、元慶應義塾大学教授
- 鄭玉良 - 暗号学、アラバマ大学教授、元ノースカロライナ大学教授、元モナシュ大学教授
- 中川聡子 - 電気工学、東京都市大学名誉教授、元電気学会会長、澁澤賞
- 中西準子 - 環境工学、元東京大学教授、元産業技術総合研究所化学物質リスク管理研究センター長、文化功労者、紫綬褒章
- 野口正一 - 情報工学、東北大学名誉教授、元会津大学学長、元情報処理学会会長
- 花田修治 - 金属材料学、東北大学名誉教授、本多記念会理事長、元日本金属学会副会長
- 平野敏右 - 安全工学、東京大学名誉教授、元千葉科学大学学長、元日本燃焼学会会長
- 広瀬茂男 - ロボット工学、東京工業大学名誉教授、紫綬褒章、エンゲルバーガー賞、グッドデザイン賞、日本機械学会畠山賞
- 藤嶋昭 - 化学、東京大学特別栄誉教授、元日本化学会会長、トムソン・ロイター引用栄誉賞、日本学士院賞、恩賜発明賞、朝日賞
- 藤本博志 - 制御工学、東京大学教授、永守賞大賞
- 宮城勢治 - 工学、徳島工業短期大学元学長、元阿南工業高等専門学校教授
- 三宅和正 - 物性物理、大阪大学名誉教授
- 宮崎恵子 - 船舶海洋工学、海上技術安全研究所国際連携センター長、日本学術会議会員
- 武藤伸明 - 情報工学、静岡県立大学経営情報学部准教授
- 村尾修 - 都市計画、東北大学教授、地域安全学会会長、日本建築学会賞
- 村上處直 - 都市計画、元早稲田大学教授、防災都市計画研究所名誉所長、日本都市計画学会設計奨励賞
- 村野健太郎 - 環境学、元法政大学教授
- 森下信 - 機械力学、元横浜国立大学副学長・教授、日本機械学会会長
- 森村英典 - 情報科学、東京工業大学名誉教授、元日本オペレーションズ・リサーチ学会会長
- 山田興一 - 化学システム工学、東京大学教授、科学技術振興機構低炭素社会戦略センター副センター長
- 柳川弘志 - 生物学、慶應義塾大学教授
- 吉野博 - 建築学、東北大学名誉教授、元日本建築学会会長
- 若松秀俊 - 電気工学、東京医科歯科大学名誉教授

### 文化、技術
- 北山恒 - 建築家、横浜国立大学名誉教授、日本建築学会賞作品賞、日本建築家協会賞、吉岡賞
- 飯田善彦 - 建築家、元横浜国立大学教授、日本建築学会賞作品賞
- 池内基周 - 建築家、元宮内庁工務課長
- 伊藤暁 - 建築家、東洋大学准教授、東京建築士会住宅建築賞金賞
- 河内義就 - 建築家、元広島工業大学特任教授、宮島競艇場
- 千賀恒夫 - 建築家、元宮内技手
- 中川エリカ - 建築家、JIA新人賞、吉岡賞
- 西沢立衛 - 建築家、横浜国立大学教授、プリツカー賞、日本建築学会賞作品賞、村野藤吾賞、ショック賞
- 林知充 - 建築家、エストニア文化基金年間建築賞
- 保坂猛 - 建築家、早稲田大学准教授、JIA新人賞
- 西田司 - 建築家、グッドデザイン賞
- 早間玲子 - 建築家、フランス建築家会名誉会員、レジオン・ドヌール勲章
- 吉原慎一郎 - 建築家、創和建築設計事務所（現創和三幸設計）創業者
- 危口統之 - アートパフォーマー
- 秋山晃 - 自動車技術者、トヨタ自動車クルマ開発センター副センター長
- 上條勉 - 航空機技術者、元三菱重工業名古屋航空機製作所副所長
- 山口芳宏 - 小説家、鮎川哲也賞
- 成瀬櫻桃子 - 俳人、俳人協会賞、俳人協会評論賞
- 川端要壽 - 文芸評論家、相撲評論家、小説家
- 小浜逸郎 - 評論家、元横浜市教育委員会委員
- 藤本健 - ライター、フラクタル・デザイン代表取締役
- 森田崇 - 漫画家、小学館新人コミック大賞少年部門入選
- 川本喜八郎 - アニメーション作家、人形作家、元日本アニメーション協会会長、文化庁メディア芸術祭アニメーション部門大賞
- 西村義明 - アニメーションプロデューサー、映画プロデューサー、スタジオポノック代表取締役
- 平野暁臣 - メディアプロデューサー、岡本太郎記念館館長
- 坂口博信 - ゲームクリエイター、元スクウェア副社長、ミストウォーカーCEO
- 田中弘道 - ゲームプロデューサー、元スクウェア・エニックス執行役員、ガンホー・オンライン・エンターテイメント顧問
- 松澤健 - エンジニア、音楽家

### 芸能
- 西島秀俊 - 俳優、ヨコハマ映画祭助演男優賞、日本映画プロフェッショナル大賞主演男優賞
- 二本柳寛 - 俳優
- 神尾佑 - 俳優
- 永井健太 - モデル
- 高樹千佳子 - 元タレント、オープンハウス広報ディレクター
- 藤原誠 - 歌手、第5回アニメグランプリアニメソング部門
- ゆきりぬ - YouTuber
- ヨビノリたくみ - YouTuber
- 塚越恒爾 - 元NHKアナウンサー
- 内田雄基 - ニッポン放送アナウンサー

### その他
- 鹿島俊郎 - 普明会教団創立者・初代会長
- 寺岡恒一 - 元連合赤軍中央委員、山岳ベース事件で死亡